# Julia Driver
Julia Lynn Driver (* 29. Oktober 1961) ist Professorin für Philosophie und Inhaberin des Darrell K. Royal Chair in Ethics and American Society an der University of Texas at Austin. Sie ist Spezialistin für Moralphilosophie.

## Ausbildung und Karriere
Driver erhielt 1983 ihren BA von der University of Texas at Austin und ihren Ph.D. in Philosophie an der Johns Hopkins University im Jahr 1990 unter der Leitung von Susan R. Wolf. Bevor sie 2019 nach Texas zog, lehrte sie an der Washington University in St. Louis, dem Dartmouth College, Virginia Tech und dem Brooklyn College der City University of New York. Sie und ihr Ehemann, der Philosoph Roy Sorensen, haben ebenfalls Professuren an der University of St Andrews.
Sie erhielt ein Laurance S. Rockefeller-Stipendium der Princeton University und ein HLA Hart-Stipendium der Oxford University. Derzeit ist sie Mitherausgeberin der Zeitschrift „Ethics“ (früher: International Journal of Ethics). Sie ist eine führende Vertreterin des konsequentialistischen Ansatzes zur Tugendethik.

## Publikationen
- Uneasy Virtue. Cambridge University Press, 2001, ISBN 978-0521781725
- Consequentialism. Taylor & Francis Ltd, 2012, ISBN 978-0415772570
- Ethics: The Fundamentals. John Wiley & Sons, New York, NY 2013, ISBN 978-1-4051-1154-6